# Bryoscyphus
Bryoscyphus is een geslacht van schimmels uit de familie Helotiaceae. De typesoort is Bryoscyphus conocephali.

## Soorten
Volgens Index Fungorum telt dit geslacht tien soorten (peildatum februari 2022):
| Soortnaam                                        | Auteur(s)                      | Publicatiejaar |
| ------------------------------------------------ | ------------------------------ | -------------- |
| Bryoscyphus aestivalis                           | Gamundí & Spinedi              | 1988           |
| Bryoscyphus atromarginatus (Rouwrandmoskommetje) | Verkley, Aa & G.W. De Cock     | 1997           |
| Bryoscyphus conocephali                          | (Boyd) Spooner                 | 1984           |
| Bryoscyphus dicrani (Gaffeltandmoskommetje)      | (Ade & Höhn.) Spooner          | 1984           |
| Bryoscyphus hyalotectus                          | Huhtinen, W.R. Buck & Döbbeler | 2018           |
| Bryoscyphus lichenicola                          | Alstrup & M.S. Cole            | 1998           |
| Bryoscyphus marchantiae (Levermoskommetje)       | (Fr.) Spooner                  | 1984           |
| Bryoscyphus phascoides                           | (Fr.) Baral                    | 2020           |
| Bryoscyphus rhytidiadelphi (Haakmosvlieskelkje)  | (Svrček) Baral                 | 2020           |
| Bryoscyphus turbinatus                           | (Fuckel) Spooner               | 1984           |